# Doriprismatica
Doriprismatica is een geslacht van weekdieren uit de klasse van de Gastropoda (slakken).

## Soorten
- Doriprismatica atromarginata (Cuvier, 1804)
- Doriprismatica dendrobranchia (Rudman, 1990)
- Doriprismatica kulonba (Burn, 1966)
- Doriprismatica paladentata (Rudman, 1986)
- Doriprismatica plumbea (Pagenstecher, 1877)
- Doriprismatica sedna (Ev. Marcus & Er. Marcus, 1967)
- Doriprismatica sibogae (Bergh, 1905)
- Doriprismatica stellata (Rudman, 1986)
- Doriprismatica tibboeli (Valdés & M. J. Adams, 2005)